# David Greene (Regisseur)
David Greene (* 22. Februar 1921 in Manchester als Lucius David Syms Brian Lederman; † 7. April 2003 in Ojai, Kalifornien) war ein britischer Filmregisseur, Drehbuchautor und Filmproduzent. Er inszenierte über 80 Produktionen für Film und Fernsehen, darunter Kinofilme wie Die verschlossene Tür, Der mysteriöse Mr. Sebastian oder U-Boot in Not. Für seine zahlreichen Fernsehproduktionen gewann er vier Emmys und mehrere Nominierungen.

## Leben und Werk
David Greene, geboren 1921 in Manchester, begann seine Karriere 1948 als Schauspieler in Lance Comforts Drama Tochter der Finsternis, spielte ein Jahr später in Fergus McDonells Thriller Die Stimme des Gewissens an der Seite von Valerie Hobson und James Donald und in einigen weiteren kleineren britischen Kinofilmproduktionen zu Beginn der 1950er Jahre, bevor er 1953 nach Kanada emigrierte, um hinter die Kamera zu wechseln. In Toronto wurde er hinsichtlich Fernsehproduktionen der CBC geschult, anschließend wechselte er als Regisseur nach Kalifornien.
In Hollywood wurde Greene am besten für Film- und Fernsehproduktionen bekannt. Unter den Kinofilmen waren: Skandal bei Scotland Yard mit Michael York, Die Schritte des Mörders mit Jenny Agutter und Simon Ward, Godspell mit Victor Garber, U-Boot in Not mit Charlton Heston und David Carradine oder Jodie – Irgendwo in Texas mit Jan-Michael Vincent und der jungen Kim Basinger, die am Beginn ihrer Hollywood-Karriere stand.
Greene inszenierte darüber hinaus in seiner langen Karriere auch Dutzende von Episoden von namhaften Fernsehserien, darunter Episoden von Twilight Zone, Simon Templar, Preston & Preston, Die 2, Reich & Arm, Ellery Queen oder für die Serie Roots für die er einen seiner vier Emmy-Auszeichnungen gewann.
Es folgten von Mitte der 1970er bis zum Ende der 1990er Jahre auch zahlreiche Fernsehfilme, wie die 1975 prominent besetzte Fernsehverfilmung von Alexandre Dumas Roman-Klassiker Der Graf von Monte Cristo mit Richard Chamberlain, Trevor Howard, Louis Jourdan, Donald Pleasence und Tony Curtis, 1982 Probe für einen Mord mit Robert Preston und Lynn Redgrave, 1983 Sein Freund, der Roboter mit Christopher Plummer, 1988 Liberace – Ein Leben für die Musik erneut mit Victor Garber in der Hauptrolle und 1992 Das vierte Gebot mit Sharon Gless und William McNamara. 1998 inszenierte er mit Mörderin aus Liebe mit Tracey Gold seinen letzten Fernsehfilm.
Als David Greene am 7. April 2003 im Alter von 82 Jahren in Ojai, Kalifornien starb, hinterließ er seine Frau Kelly und vier Kinder.

## Filmografie (Auswahl)
Kino
- 1967: Die verschlossene Tür (The Shuttered Room)
- 1968: Der mysteriöse Mr. Sebastian (Sebastian)
- 1968: Skandal bei Scotland Yard (The Strange Affair)
- 1969: Die Schritte des Mörders (I Start Counting)
- 1970: The People Next Door
- 1972: In den Fängen der Madame Sin (Madame Sin)
- 1973: Godspell (Godspell: A Musical Based on the Gospel According to St. Matthew)
- 1978: U-Boot in Not (Gray Lady Down)
- 1981: Jodie – Irgendwo in Texas (Hard Country)

Fernsehen
- 1975: Der Graf von Monte Christo (The Count of Monte-Cristo)
- 1977: Roots  (Fernsehserie), 1 Episode
- 1979: Fürs Vaterland zu sterben (Friendly Fire)
- 1981: Entscheidung in Not (The Choice)
- 1982: Probe für einen Mord (Rehearsal for Murder)
- 1982: Weltkrieg III (World War III)
- 1983: Der einsame Kampf der Sarah Bowman (Ghost Dancing)
- 1983: Sein Freund, der Roboter (Prototype)
- 1984: Der Wächter (The Guardian)
- 1984: Eine Frau kann nicht vergessen (Sweet Revenge)
- 1984: Ich bin kein Mörder (Fatal Vision)
- 1985: Die vielen Tode der Louise Jamison (Guilty Conscience)
- 1985: Dieses Kind gehört mir (This Child Is Mine)
- 1986: Drei Millionäre und eine Leiche (Triplecross)
- 1986: Kopflos – Die Frau aus dem Nichts (Vanishing Act)
- 1986: Circle of Violence: A Family Drama
- 1986: Duell mit dem Schicksal (Miles to Go…)
- 1987: Eine Frau besiegt die Angst (The Betty Ford Story)
- 1987: Das Versprechen eines Vaters (After the Promise)
- 1988: Wer den Wind sät (Inherit the Wind)
- 1988: Liberace – Ein Leben für die Musik (Liberace: Behind the Music)
- 1989: Stunden der Angst (The Penthouse)
- 1989: Schrei am Abgrund (Small Sacrifices)
- 1990: Vom Vater mißbraucht? (In the Best Interest of the Child)
- 1991: Was geschah wirklich mit Baby Jane? (What Ever Happened to Baby Jane?)
- 1991: Die Nacht des Jägers (Night of the Hunter)
- 1991: Die Fremde aus der U-Bahn (…And Then She Was Gone)
- 1992: Das vierte Gebot (Honor Thy Mother)
- 1994: Kaltes Feuer (Frostfire)
- 1994: Verabredung zum Mord (Beyond Obsession)
- 1995: Die Rache der Gejagten (Children of the Dust)
- 1996: Blutige Macht – So wahr uns Mord helfe (A Season in Purgatory)
- 1996: Diana – Ein Leben für die Liebe (Princess in Love)
- 1997: Family of Cops 2 – Der Beichtstuhlmörder (Breach of Faith: A Family of Cops II)
- 1998: Mörderin aus Liebe (The Girl Next Door)

## Auszeichnungen
- 1969: Primetime Emmy-Award in der Kategorie Outstanding Directorial Achievement in Drama für die Episode CBS Playhouse – The People Next Door
- 1969: Nominierung für den Directors Guild of America Award in der Kategorie Outstanding Directorial Achievement in Television für die Episode CBS Playhouse – The People Next Door
- 1973: Nominierung für die Goldene Palme beim Cannes Film Festival für den Film Godspell – Folgt dem Herrn!
- 1974: Nominierung zusammen mit John-Michael Tebelak für den Writers Guild of America Award in der Kategorie Best Comedy Adapted from Another Medium für den Film Godspell – Folgt dem Herrn!
- 1976: Primetime Emmy-Award in der Kategorie Outstanding Directing in a Drama Series für die Episode Rich Man, Poor Man
- 1977: Primetime Emmy-Award in der Kategorie Outstanding Directing in a Drama Series für die Episode Roots Part I.
- 1978: Nominierung für den Directors Guild of America Award in der Kategorie Outstanding Directorial Achievement in Specials/Movies for TV/Actuality für den Fernsehfilm Roots Part I.
- 1979: Primetime Emmy-Award in der Kategorie Outstanding Directing in a Limited Series or a Special für den Fernsehfilm Friendly Fire
- 1980: Nominierung für den Directors Guild of America Award in der Kategorie Outstanding Directorial Achievement in Specials/Movies for TV/Actuality für den Fernsehfilm Friendly Fire
- 1985: Nominierung für den Emmy in der Kategorie Outstanding Directing in a Limited Series or a Special für den Fernsehfilm Fatal Vision